# Премия Кандинского
Премия Кандинского — российская ежегодная национальная премия в области современного искусства, учреждена в 2007 году Международным культурным фондом BREUS Foundation (ранее «Артхроника»). Согласно принятой мировой практике, названа именем выдающегося художника и теоретика искусства Василия Кандинского.
Наряду с британской премией Тёрнера и французской премией Марселя Дюшана считается одной из наиболее важных национальных наград в области современного искусства.

## История премии
Учреждена российским бизнесменом, президентом Международного культурного фонда BREUS Foundation Шалвой Бреусом.
Базируется на трёх принципах:
1. работы лауреатов Премии должны оцениваться международным жюри при участии экспертного совета;
2. возможность участия в творческом конкурсе на основе самовыдвижения и максимальной открытости для художника;
3. премия должна представлять собой не разовое событие[1], а непрерывный процесс, состоящий из нескольких этапов: подача заявок, два тура голосования экспертного совета, отбор лонг- и шорт-листов, выставка номинантов Премии, голосование жюри и завершающая конкурсный процесс — церемония награждения победителей.

Церемонии вручения Премии Кандинского известны запоминающимися перформансами и лекциями знаковых теоретиков искусства (в разные годы на церемонии награждения выступали Борис Гройс, Роберт Сторр, Тим Марлоу, Питер Гринуэй, Роберт Уилсон, Братья Гао, Джейк и Динос Чапмены, Марина Абрамович, Лев Рубинштейн, Валерий Подорога и др.).

## Номинации и призовой фонд
1. «Проект года» — премия 1 800 000 рублей[3].
2. «„Молодой художник. Проект года“ (до 35 лет включительно)» — премия 450 000 рублей[3].
3. «Научная работа. История и теория современного искусства» — призом является издание работы Международным культурным фондом BREUS foundation на русском или английском языках[3][4].

В 2007—2011 годах вручался приз в номинации «Медиа-арт. Проект года». С 2012 года номинация упразднена.
В 2014 году введена номинация: «Научная работа. История и теория современного искусства».

## Kритерии выбора победителей
Премия Кандинского не является наградой за «выслугу лет» или за творческий вклад. Главный критерий выбора победителей — то, насколько тот или иной художник своими новейшими работами повлиял на ситуацию в современном российском искусстве. Иными словами, жюри и экспертный совет оценивают вклад, который автор художественного произведения внёс в развитие современного российского искусства в течение последних двух лет.

## 1-я Премия Кандинского — 2007

### Жюри 2007 года
Жан-Юбер Мартен (куратор Национальных музеев Франции), Валери Хиллингс (куратор Музея современного искусства Соломона Р. Гуггенхайма, Нью-Йорк), Андрей Ерофеев (заведующий отделом новейших течений Третьяковской галереи).

### Номинанты Премии Кандинского — 2007
Номинация «Проект года»
Анатолий Осмоловский, АЕС+Ф, Юрий Альберт, Юрий Аввакумов, Катерина Белкина, Александр Виноградов и Владимир Дубосарский, Дмитрий Врубель и Виктория Тимофеева, Дмитрий Гутов, Лариса Звездочётова, Алена Кирцова, Виталий Копачев, Олег Кулик, Константин Латышев, Антон Литвин, Рауф Мамедов, Ирина Нахова, Никола Овчинников, Георгий Первов, Алексей Политов и Марина Белова, Александр Савко, Сергей Сайгон, Мария Сумнина, Ольга и Александр Флоренские, Гор Чахал, Юрий Шабельников.
Финалисты
- Анатолий Осмоловский, АЕС+Ф, Юрий Альберт

Номинация «Молодой художник года»
Владлена Громова, Екатерина Белявская, Лёха Гарикович, Пётр Голощапов, Башир Борлаков, Екатерина Гаврилова и Петр Жуков, Олег Доу, Диана Мачулина, Алексей Степанов, Сергей Урываев и Алексей Степанов, Григорий Ющенко.
Номинация «Медиа-арт проект года»
Владислав Мамышев-Монро, Антон Литвин, Владимир Логутов, Алексей Булдаков и Петр Быстров, Филипп Донцов, Олег Кулик, Провмыза, Виктор Фрейденберг, Марина Черникова, Аристарх Чернышёв.

### Лауреаты Премии Кандинского — 2007
- Номинация «Художник года» — Анатолий Осмоловский.
- Номинация «Молодой художник года (до 30 лет)» — Владлена Громова (Петрозаводск).
- Номинация «Проект года Media Art» — Владислав Мамышев-Монро.
- Номинация «Приз зрителей за лучшее художественное произведение» — Пётр Голощапов.

Церемония вручения премии состоялась 4 декабря 2007 года, в день рождения Василия Кандинского, в московском центре современного искусства «Винзавод». Церемонию провели художники Вячеслав Мизин и Александр Шабуров (арт-группа «Синие носы»). Сюжетная линия была построена вокруг недавнего скандала с работой дуэта «Синие носы» под названием «Эра милосердия».
В 2008 году выставку 49 номинантов планировали отправить в Лейпциг, Лондон и Нью-Йорк. В апреле 2008 года выставка финалистов «Премии Кандинского-2007» прошла в Риге.

## 2-я Премия Кандинского — 2008
По приглашению Культурного Фонда «Артхроника» в Церемонии награждения победителей «Премии Кандинского — 2008» приняли участие Марина Абрамович, Джейк и Динос Чепмены, Братья Гао, Борис Гройс.
Номинация «Приз зрителей за лучшее художественное произведение» в 2008 году была исключена из конкурса.

### Жюри 2008 г.
Жан-Юбер Мартен (куратор Национальных музеев Франции), Валери Хиллингс (куратор Музея современного искусства Соломона Р. Гуггенхайма, Нью-Йорк), Андрей Ерофеев (заведующий отделом новейших течений Третьяковской галереи), Фридхельм Хютте (директор Deutsche Bank Art, Германия), Екатерина Бобринская (искусствовед, Россия), Александр Боровский (заведующий Отделом новейших течений Государственного Русского музея, Россия).

### Номинанты Премии Кандинского — 2008
Номинация «Проект года»
Алексей Беляев-Гинтовт, Дмитрий Гутов, Борис Орлов, Виктор Алимпиев, Петр Белый, Александра Вертинская, Сергей Воронцов, Дмитрий Врубель и Виктория Тимофеева, группа «Синие носы», Ольга Каменная, Сергей Костриков, Григорий Майофис, Богдан Мамонов, Борис Марковников, Диана Мачулина, Николай Наседкин, Викентий Нилин и Дмитрий Пригов, Георгий Первов, Игорь Пестов, Георгий Пузенков, Виталий Пушницкий, Керим Рагимов, Леонид Ротарь, Айдан Салахова, Сергей Скачков, Марина Федорова, Галина Хайлу, Дмитрий Цветков, Сергей Чиликов, Сергей Шеховцов.
Номинация «Молодой художник года» 
Диана Мачулина, Анна Жёлудь, Григорий Ющенко, 3 ART, MAKE, Андрей Блохин и Георгий Кузнецов, Илья Гапонов и Кирилл Котешов, Александр Гронский, Алина Гуткина, Олег Доу, Александр Климцов, Лера Матвеева, Миша Most, Николай Рыкунов, Анна Титова
Номинация «Медиа-арт проект года» 
Группа «ПГ», Владимир Логутов, Группа «Синий суп», Мария Андре, Надежда Анфалова, Владлена Громова, Марина Звягинцева, Антон Литвин, Ксения Перетрухина, Группа ПРОВМЫЗА, Программа ESCAPE, Танатос Банионис, Александр фон Буш, Светлана Хансеманн, Марина Черникова.

### Лауреаты Премии Кандинского — 2008
- Номинация «Лучший проект года» — Алексей Беляев-Гинтовт.
- Номинация «Лучший молодой художник года» — Диана Мачулина.
- Номинация «Медиа-проект года» — Группа «ПГ».

## 3-я Премия Кандинского — 2009

### Номинанты Премии Кандинского — 2009
Номинация «Проект года»
Константин Батынков, Петр Белый, Вита Буйвид, Алексей Гарикович, Дмитрий Грецкий, Аля Есипович, Вадим Захаров, Владимир Козин, Ирина Корина, Ростислав Лебедев, Григорий Майофис, Игорь Мухин, Николай Наседкин, Аркадий Насонов, Павел Пепперштейн, Николай Полисский, Роман Сакин, Семен Файбисович, Наталья Хлебцевич, Анастасия Хорошилова, Дмитрий Цветков, Кирилл Челушкин, Дмитрий Шорин, Сергей Шутов.
Номинация «Молодой художник года» 
Евгений Антуфьев, Леха Гарикович, Иван Лунгин, Степан Субботин, Дмитрий Теселкин, Александра Фролова, 3 АРТ, МАКЕ, Milk&Vodka, Recycle.
Номинация «Медиа-арт проект года» 
Танатос Банионис, Юлия Девляшова и Александра Тощевикова, Александра Дементьева, Вадим Захаров, Марина Звягинцева, Елена Ковылина, Александр Лавров, Алексей Политов и Марина Белова, ПРОВМЫЗА, Ольга Тобрелутс и Дмитрий Соколенко, Аристарх Чернышев и Алексей Шульгин.

### Финалисты Премии Кандинского — 2009

#### Номинация «Проект года»
- Вадим Захаров
- Павел Пепперштейн
- Николай Полисский

#### Номинация «Молодой художник года. Проект года»
- МАКЕ
- Евгений Антуфьев
- Александра Фролова

#### Номинация «Медиа-арт. Проект года»
- Аристарх Чернышев и Алексей Шульгин
- Юлия Девляшова и Александра Тощевикова
- Вадим Захаров

### Лауреаты Премии Кандинского — 2009
- Номинация «Проект года» — Вадим Захаров.
- Номинация «Молодой художник года. Проект года» — Евгений Антуфьев.
- Номинация «Медиа-арт. Проект года» — Аристарх Чернышев и Алексей Шульгин.

## 4-я Премия Кандинского — 2010

### Жюри 2010 г.
- Евгений Барабанов — искусствовед, историк искусства и философии, теоретик в области современного искусства.
- Александр Боровский — заведующий Отделом новейших течений Государственного Русского музея)[10].
- Тим Марлоу — историк искусства, критик, арт-директор лондонской галереи «White Cube».
- Алла Розенфельд — куратор, историк искусства, эксперт.
- Ольга Свиблова — доктор философии, академик РАЕН, Почетный член Российской академии художеств, художественный критик, куратор.
- Роберт Сторр — куратор, критик, художник, Декан Школы искусств Йельского университета.
- Василий Церетели — исполнительный директор Московского музея современного искусства.

### Лауреаты Премии Кандинского — 2010
- Номинация «Проект года» — Александр Бродский. Евгений Семенов. Живая математика
- Номинация «Молодой художник года. Проект года» — Recycle/Таисия Короткова.
- Номинация «Медиа-арт. Проект года» — Андрей Блажнов.

## 5-я Премия Кандинского — 2011

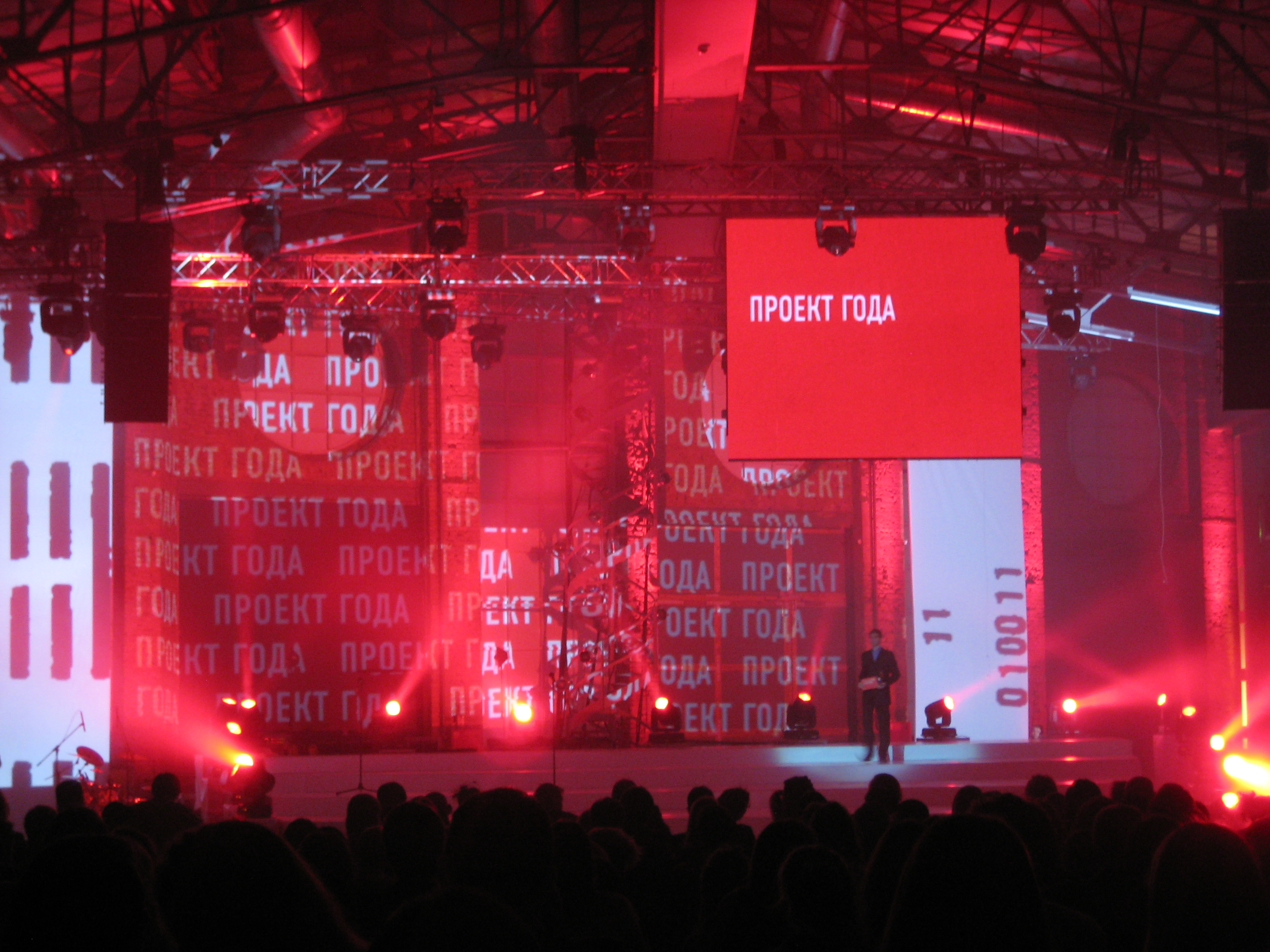
Kandinsky Prize 2011

### Номинанты Премии Кандинского — 2011
В НОМИНАЦИИ «ПРОЕКТ ГОДА» — 20 УЧАСТНИКОВ
- Альберт Юрий, Москва — проект Moscow Poll
- Ефимов Владислав, Москва — проект «Машина порядка»
- Зинченко Даниил, Москва — проект «Обратная сторона пейзажа»
- Зинченко Людмила, Тверь — проект «РАЙцентр»
- Ильина Татьяна, Москва — проект «Синдром простодушия»
- Корина Ирина, Москва — проект «Показательный процесс»
- Кострома Алексей, Берлин — проект UNO
- Кузькин Андрей, Москва — проект «Все впереди»
- Литвин Антон, Москва — проект Hands Free
- Луфт Андрей, Москва — проект «Беларусь народная»
- Нахова Ирина, Москва — проект «Кожи»
- «Обледенение архитекторов» (Бурый Игорь, Вознесенский Илья, Кононенко Алексей), Москва — проект «Гостиница для бездомных»
- Турнова Наталия, Москва — проект «Свидетели»
- Хансеманн Светлана, Саратов — проект «Панорама „1-й класс“»
- Хлебцевич Наталья, Капелян Григорий, Хлебцевич Светлана, Москва — проект «Слово и дело»
- Чуйков Иван, Москва — проект «Расщепление»
- Шаблавин Сергей, Москва — проект «Формула пейзажа 2»
- Шишкин Александр, Санкт-Петербург — проект «Соки! Света»
- Эдельвейс: Альберт Юрий, Давтян Паруйр, Скерсис Виктор, Москва — проект «Чайная Роза»
- Recycle (Андрей Блохин и Егор Кузнецов), Краснодар — проект Layers

В НОМИНАЦИИ «МОЛОДОЙ ХУДОЖНИК. ПРОЕКТ ГОДА» — 10 УЧАСТНИКОВ
- Алексеев Николай, Воронеж — проект «Найденные ландшафты»
- Аня Жёлудь, Московская область — проект «Комнатное растение. Полная версия»
- Ильина Татьяна, Москва — проект «Психиатрическая больница в Абхазии»
- Канис Полина, Санкт-Петербург — проект «Яйца»
- Комиссаров Леонид, Москва — проект «Московские кинотеатры»
- Линский Виктор, Краснодар — проект «СМАРТ-ФУД»
- Рябова Анастасия, Москва — проект «Где твое знамя, чувак?»
- Флоренская Екатерина, Санкт-Петербург — проект «Духовные лидеры: жизнеописания основателей некоторых примечательных сообществ»
- Чиркин Игорь, Подкидышев Алексей, Москва — проект «Шёпот»
- Михеев Алексей, Санкт-Петербург — проект «Macrolife»

В НОМИНАЦИИ «МЕДИА-АРТ ПРОЕКТ ГОДА» — 10 УЧАСТНИКОВ
- Анфалова Надежда, Санкт-Петербург — проект «Космодвор»
- Чертоплясов Евгений, Самара — проект «Pharmaconcert»
- Винник Марина, Москва — проект «Боль»
- Литвин Антон, Москва — проект «Конец»
- Махачева Таус, Москва — проект «Пуля»
- Рябова Анастасия, Москва — проект «Artistsprivatecollections.org — архив произведений современного искусства из частных коллекций художников»[12]
- Смоляр Владимир, Москва — проект «ТРАКТАТ»
- Фоменко Марина, Москва — проект «Иллюстрация № 32 к списку Баса Яна Адера»
- Шагаутдинова Ольга, Хабаровск — проект «Боль Волны»
- Юргенсон Ольга, Лондон — проект «Слава Капитализму!»

### Финалисты Премии Кандинского — 2011

#### Финалисты номинации «Проект года»
- Юрий Альберт
- Ирина Корина
- Иван Чуйков

#### Финалисты номинации «Молодой художник года. Проект года»
- Николай Алексеев
- Полина Канис
- Леонид Комиссаров

#### Финалисты номинации «Медиа-арт. Проект года»
- Марина Винник
- Таус Махачева
- Анастасия Рябова

### Лауреаты Премии Кандинского — 2011
- Номинация «Проект года» — Юрий Альберт (проект «Moscow Poll»)[13]
- Номинация «Молодой художник года. Проект года» — Полина Канис (проект «Яйца»)[13]
- Номинация «Медиа-арт. Проект года» — Анастасия Рябова (проект «Artistsprivatecollections.org — архив произведений современного искусства из частных коллекций художников»)[13]

## 6-я Премия Кандинского — 2012

### Жюри 2012 г.
- Евгений Барабанов (Россия) — историк искусства и философии, теоретик в области современного искусства, доктор теологии[14];
- Александр Боровский (Россия) — историк искусства, художественный критик; заведующий Отделом новейших течений Государственного Русского музея;
- Алла Розенфельд (США) — историк искусства, куратор, эксперт;
- Ольга Свиблова (Россия) — доктор философии, академик РАЕН, почетный член Российской академии художеств, художественный критик, куратор; директор Московского дома фотографии;
- Роберт Сторр (США) — историк искусства, художественный критик, художник, куратор; декан Школы искусств Йельского университета;
- Дэвид Торп (Великобритания) — независимый куратор;
- Василий Церетели (Россия) — историк искусства; исполнительный директор Московского музея современного искусства.

### Лауреаты Премии Кандинского — 2012
- Номинация «Проект года»:
  - Григорий Брускин (проект «Время „Ч“»);
  - группа «АЕС+Ф» (видеоработа «Священная аллегория»);
- Номинация «Молодой художник года. Проект года» — Дмитрий Венков (видеоработа «Безумные подражатели»)[15].

## 7-я Премия Кандинского — 2013
Проект года
- Победитель: Ирина Нахова
- Финалисты: Аня Желудь, Recycle.
- Номинанты: Николай Наседкин, Лиза Морозова, Валерий Мельников, Марина Черникова, Владимир Смоляр, Яна Сметанина, Владимир Селезнев, Айдан Салахова, Владислав Мамышев-Монро, Михаил Косолапов, Алексей Корси, Алексей Мандыч, Ирина Корина, Дмитрий Каварга, Владислав Ефимов, Александр Дашевский, Евгений Гранильщиков, Владимир Архипов

Молодой художник. Проект года
- Победитель: Тимофей Парщиков
- Победитель: Евгений Гранильщиков
- Финалист: Надя Гришина
- Григорий Ющенко, Александра Пирогова, Настя Кузьмина, Таисия Круговых, Андрей Качалян, Лилия Жиганшина, Группа «ЕлиКука», Илья Долгов, Ник Дегтярев, Софья Гаврилова, Алексей Корси, Антонина Баевер, Елена Артеменко, Николай Алексеев, Мария Агуреева

## 8-я Премия Кандинского — 2014
Номинации «Проект года» и «Молодой художник. Проект года»
Жюри: Екатерина Бобринская, Марина Лошак, Борис Маннер, Ольга Свиблова, Мария Цанцаноглу, Дэвид Торп, Василий Церетели.
Экспертный совет: Иосиф Бакштейн, Антонио Джеуза, Александр Евангели, Анна Зайцева, Ирина Кулик, Владимир Левашов, Александра Обухова, Кирилл Преображенский, Кирилл Светляков, Наталья Тамручи, Олеся Туркина.
Проект года. Победитель: Павел Пепперштейн.
Финалисты: Ирина Корина, Лилия Ли-ми-ян.
Участники лонг-листа: Евгений Антуфьев, Группировка ЗИП, Владислав Ефимов, Алена Кирцова, Ринат Волигамси, Илья Коробков, Куда бегут собаки (КБС), Культ проект (группа авторов), Богдан Мамонов, Диана Мачулина, МишМаш, Синий суп, Ольга Флоренская.
Молодой художник. Проект года. Победитель: Альберт Солдатов.
Финалисты: Елена Рыкова, Тимофей Радя.
Участники лонг-листа: Елена Артеменко, Виктор Линский, Антонина Баевер, Женя Миронов, Владимир Потапов, Светлана Сергеева, Мария Сафронова, Данила Ткаченко.
Номинация «Научная работа. История и теория современного искусства»:
Жюри: Екатерина Андреева, Екатерина Бобринская, Екатерина Вязова, Елена Петровская, Андрей Толстой.
Экспертный совет: Александр Боровский, Андрей Ковалев, Красимира Лукичева, Александра Обухова, Алла Розенфельд, Кирилл Светляков, Олеся Туркина.
Победитель: Михаил Ямпольский.
Финалисты: Игорь Чубаров, Виктор Мизиано.
Участники лонг-листа: Ольга Шишко, Людмила Бредихина, Виктория Марченкова.

## 9-я Премия Кандинского — 2015
Номинации «Проект года» и «Молодой художник. Проект года»
Жюри: Екатерина Бобринская, Марина Лошак, Борис Маннер, Ольга Свиблова, Зельфира Трегулова, Мария Цанцаноглу, Василий Церетели.
Экспертный совет: Ирина Бобылева, Анна Гор, Антонио Джеуза, Андрей Ерофеев, Анна Зайцева, Владимир Левашов, Алиса Прудникова, Татьяна Сахокия, Кирилл Светляков, Елена Селина, Олеся Туркина.
Проект года. Победитель: Андрей Филиппов.
Финалисты: Елена Елагина и Игорь Макаревич, RECYCLE GROUP.
Участники лонг-листа: Павел Отдельнов, AES+F, Дмитрий Булныгин, Лаборатория Городской Фауны, Иван Чуйков, Хаим Сокол, МишМаш, Семен Файбисович, Ирина Нахова, Дмитрий Гутов, Антон Ольшванг, Елизавета Морозова, Александр Бродский.
Молодой художник. Проект года. Победитель: Оля Кройтор.
Финалисты: Алексей Мартинс и Игорь Лазарев, Анастасия Цайдер.
Участники лонг-листа: Анастасия Потемкина, Екатерина Васильева и Ганна Зубкова, Таисия Короткова, Илья Долгов, Иван Новиков, Артем Филатов и Владимир Чернышев, Антонина Баевер.
Номинация «Научная работа. История и теория современного искусства»:
Жюри: Екатерина Андреева, Екатерина Бобринская, Екатерина Вязова, Елена Петровская, Андрей Толстой.
Экспертный совет: Александр Боровский, Андрей Ковалев, Красимира Лукичева, Александра Обухова, Алла Розенфельд, Кирилл Светляков, Олеся Туркина.
Победитель: Валерий Подорога.
Финалисты: Нина Сосна и Ксения Федорова, Лёля Кантор-Казовская.
Участники лонг-листа: Вера Дажина.

## 10-я Премия Кандинского — 2016
Номинации «Проект года» и «Молодой художник. Проект года»
Жюри: Екатерина Бобринская, Яра Бубнова, Марина Лошак, Борис Маннер, Ольга Свиблова, Зельфира Трегулова, Мария Цанцаноглу, Василий Церетели.
Экспертный совет: Ирина Бобылева, Анна Гор, Антонио Джеуза, Андрей Ерофеев, Анна Зайцева, Владимир Левашов, Алиса Прудникова, Татьяна Сахокия, Кирилл Светляков, Елена Селина, Олеся Туркина, Елена Яичникова.
Проект года. Победитель: Андрей Кузькин.
Финалисты: Евгений Гранильщиков, Группа «Синий суп».
Участники лонг-листа: Ксения Перетрухина и Дмитрий Власик, Таус Махачева, МишМаш, Дмитрий Венков, ПРОВМЫЗА, Дмитрий Булныгин, Кирилл Преображенский, Евгений Антуфьев, Павел Пепперштейн, Александр Шишкин, Ирина Корина и Светлана Шуваева, Ирина Корина.
Молодой художник. Проект года. Победитель: Супер Таус.
Финалисты: Полина Канис, Аня Желудь.
Участники лонг-листа: Евгений Антуфьев, Роман Мокров, Илья Гришаев, Владимир Логутов, Саша Пирогова, Тимофей Радя.
Номинация «Научная работа. История и теория современного искусства»:
Жюри: Екатерина Андреева, Екатерина Бобринская, Екатерина Вязова, Елена Петровская, Александр Якимович.
Экспертный совет: Александр Боровский, Андрей Ковалев, Екатерина Лазарева, Красимира Лукичева, Александра Обухова, Алла Розенфельд, Олеся Туркина.
Победитель: Виктор Мизиано.
Финалисты: Алек Эпштейн, Георгий Кизевальтер.
Участники лонг-листа: Людмила Бредихина, Светлана Баскова, Корина Апостол.

## 11-я Премия Кандинского — 2017

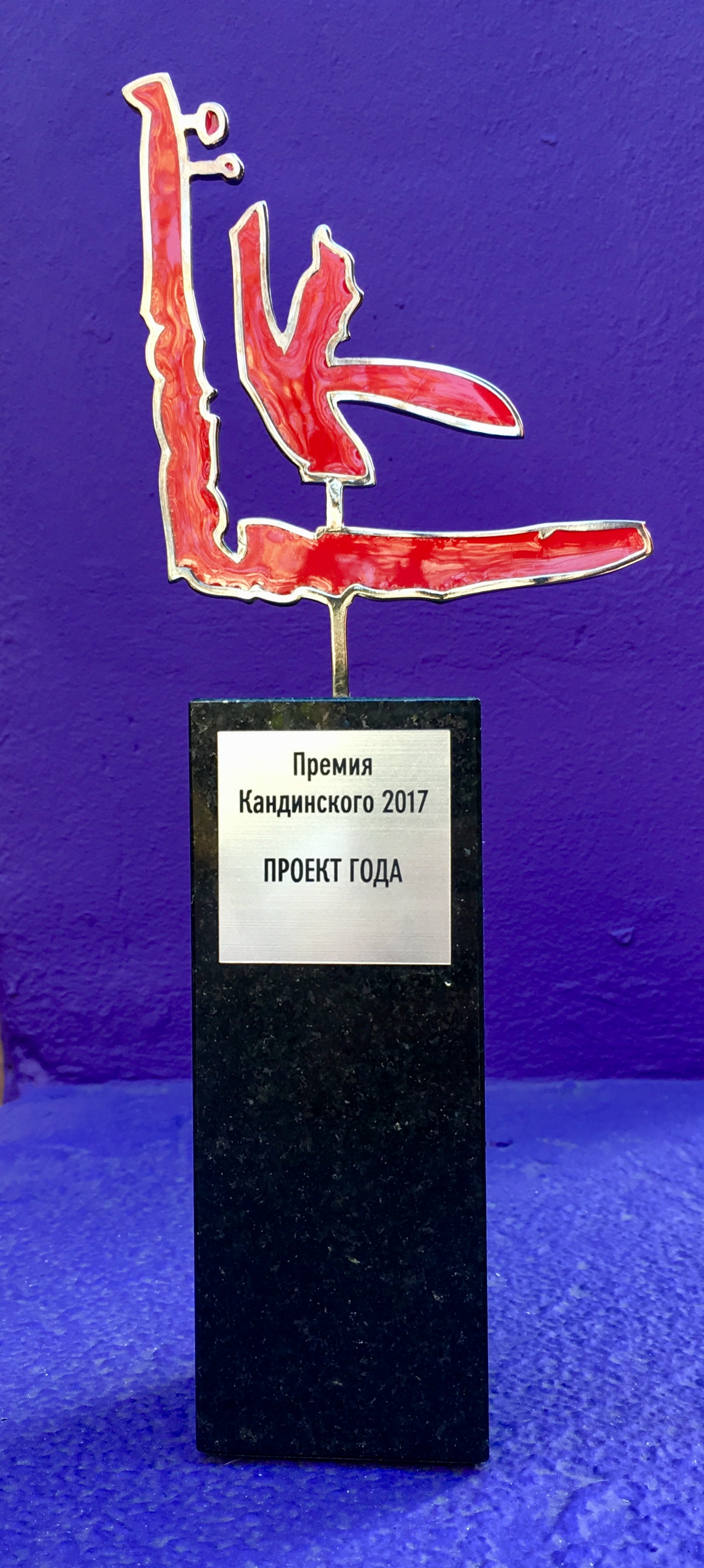
Kandinsky Prize 2017

Номинации «Проект года» и «Молодой художник. Проект года»
Жюри: Леонид Бажанов, Бернар Блистен, Яра Бубнова, Мария Цанцаноглу, Василий Церетели, Екатерина Андреева, Ирина Карасик, Виктор Мизиано, Наталья Сиповская, Александр Якимович.
Экспертный совет: Ирина Бобылева, Анна Гор, Ирина Горлова, Антонио Джеуза, Андрей Ерофеев, Екатерина Иноземцева, Карина Караева, Владимир Левашов, Татьяна Сахокия.
Проект года. Победитель: Группировка ЗИП.
Финалисты: Полина Канис, Ирина Корина.
Участники лонг-листа: Виктор Алимпиев, Евгений Антуфьев, Петр Белый, Вита Буйвид, Аня Жёлудь, Ольга Кройтор, Александра Митлянская, Павел Отдельнов, Саша Пирогова, Мария Сафронова, Кети Чухров.
Молодой художник. Проект года. Победитель: Саша Пирогова.
Финалисты: Аслан Гайсумов, Данила Ткаченко.
Участники лонг-листа: Анастасия Богомолова, Алексей Корси, Ольга Кройтор, Катрин Ненашева, Анастасия Потёмкина, Дарья Правда, Владимир Чернышев, Артём Филатов.
Номинация «Научная работа. История и теория современного искусства»:
Жюри: Екатерина Андреева, Ирина Карасик, Виктор Мизиано, Наталья Сиповская, Александр Якимович.
Экспертный совет: Екатерина Лазарева, Красимира Лукичева, Александра Обухова, Дарья Пыркина, Алла Розенфельд, Наталья Смолянская, Андрей Фоменко.
Победитель: Aлександр Боровский.
Финалисты: Алексей Бобриков, Коллектив Оттепель.
Участники лонг-листа: Валентин Дьяконов, Иван Чечот.

## 12-я Премия Кандинского — 2019
Прием заявок на участие в 12-м творческом конкурсе проходил с 10 мая по 30 сентября 2018 года и с 16 по 24 февраля 2019 года (дополнительный).
Церемония награждения победителей состоялась 13 ноября 2019 года в Московском музее современного искусства.
Международное жюри номинаций «Проект года» и «Молодой художник. Проект года»: Бажанов Леонид, Викери Джоанна (Великобритания), Кваран Гуннар Бенедикт (Исландия/Норвегия), Лошак Марина, Свиблова Ольга, Церетели Василий
Международное жюри номинации «Научная работа. История и теория современного искусства»: Андреева Екатерина, Бобринская Екатерина, Прохорова Ирина, Светляков Кирилл
Экспертный совет номинаций «Проект года» и «Молодой художник. Проект года»: Аллахвердиева Наиля, Багдонайте Алиса, Баландин Сергей, Джеуза Антонио, Ерофеев Андрей, Горлова Ирина, Зайцева Анна, Курехина Анастасия, Насимова Мария, Новоселов Алексей, Осмоловский Анатолий, Палажченко Николай, Попов Сергей, Преображенский Кирилл, Светляков Кирилл, Селина Елена, Турчина Ольга, Усольцева Светлана, Чагина Сабина, Чайка Евгения, Шишко Ольга
Экспертный совет номинации «Научная работа. История и теория современного искусства»: Молок Николай, Обухова Александра, Пыркина Дарья, Розенфельд Алла, Фоменко Андрей
Победитель в номинации «Проект года»: Евгений Антуфьев
Финалисты: Дмитрий Венков, Полина Канис
Участники лонг-листа: Александр Бродский, Павел Отдельнов, Ирина Корина, Таус Махачева (3 произведения), Арт-группа МишМаш, Александр Морозов, Александра Паперно, Саша Пирогова, Арт-группа ПРОВМЫЗА, Хаим Сокол
Победитель в номинации «Молодой художник. Проект года»: Альбина Мохрякова

## 13-я Премия Кандинского — 2021
Прием заявок на участие в 13-м творческом конкурсе проходил с 05 ноября 2020 по 19 февраля 2021 года. Оценивались произведения и художественные проекты, созданные в период с 01.01.2018 по 19.02.2021.
Церемония награждения победителей состоялась 17 ноября 2019 года в Московском музее современного искусства на Петровке, 25.
Международное жюри: Номинация «Проект года» и «Молодой художник. Проект года»
Леонид Бажанов — искусствовед, историк искусства, куратор, критик. Основатель и художественный руководитель Государственного центра современного искусства в 1994—2016, профессор Высшей школы экономики. Москва, Россия.
Джоанна Викери — международный эксперт по искусству России и стран бывшего Советского Союза, главный редактор Russian Art Focus. Лондон, Великобритания.
Ольга Свиблова — директор Мультимедиа Арт Музея, Москва (МАММ), Академик и Член Президиума РАХ, заслуженный деятель искусств РФ. Москва, Россия.
Василий Церетели — исполнительный директор Московского музея современного искусства, Вице-президент Российской академии художеств. Москва, Россия.
Мария Цанцаноглу — историк искусства, специалист по русскому авангарду, директор ΜΟΜus — Музея Искусства Модернизма — Коллекция Костаки в Салониках. Греция.
Жюри номинации «Научная работа. История и теория современного искусства»
Бобринская Екатерина — Доктор искусствоведения, специалист в области русского и европейского искусства ХХ — XXI веков, заведующий сектором Русского искусства Нового и Новейшего времени Государственного института искусствознания. Москва, Россия.
Доронченков Илья — Заместитель директора ГМИИ им. А. С. Пушкина по научной работе. Профессор факультета истории искусств Европейского университета в Санкт-Петербурге. С 1987 по 2019 — преподавал на кафедре зарубежного искусства Санкт-Петербургского государственного академического института живописи, скульптуры и архитектуры им. И. Е. Репина. Приглашенный профессор университета Браун, США; университета Альберта Людвига, Германия); Венецианского международного университета, Италия) .
Хачатуров Сергей — Российский арт-критик, теоретик, куратор, историк искусства, кандидат искусствоведения, доцент кафедры Истории русского искусства исторического факультета МГУ имени М. В. Ломоносова, преподаватель Московской школы фотографии и мультимедиа им. А. Родченко.
Лазарева Екатерина — кандидат искусствоведения, художник, исследователь русского и зарубежного искусства ХХ—XXI веков, куратор Музея современного искусства «Гараж», старший научный сотрудник Государственного института искусствознания, доцент РгГУ. Москва, Россия.
Туркина Олеся — Критик и куратор, кандидат искусствоведения, ведущий научный сотрудник Русского музея, руководитель магистерской программы «Кураторские исследования» на Факультете свободных искусств и наук Санкт-Петербургского государственного университета
Андреева Екатерина — Кандидат искусствоведения, доктор философских наук, критик современного искусства, специалист по русскому и зарубежному искусству XX—XXI веков, ведущий научный сотрудник Отдела новейших течений Государственного Русского музея. Санкт-Петербург, Россия
Экспертный совет: Номинация «Проект года» и «Молодой художник. Проект года»
Горлова Ирина — искусствовед, куратор, руководитель Отдела новейших течений Государственной Третьяковской галереи. Москва, Россия
Джеуза Антонио — доктор философии (PhD), специалист по искусству новых технологий и российскому видеоарту, куратор, критик. Москва, Россия / Лечче, Италия
Ерофеев Андрей — искусствовед, куратор, критик, лектор, сопредседатель российской секции Международной
ассоциации художественных критиков (AICA). Москва, Россия.
Ковалевский Сергей — искусствовед, куратор Красноярских музейных биеннале, арт-директор Музейного центра «Площадь Мира», музейный дизайнер. Красноярск, Россия.
Курехина Анастасия — президент Благотворительного Фонда Сергея Курехина, учредитель международного фестиваля SKIF, директор и продюсер Премии Сергея Курехина. Санкт-Петербург, Россия.
Палажченко Николай — искусствовед, куратор, арт-критик, арт-дилер, арт-менеджер. Москва, Россия.
Попов Сергей — искусствовед, куратор, галерист. Москва, Россия.
Преображенский Кирилл — куратор, художник, преподаватель профиля «Кино и видеоарт» в Школе дизайна НИУ ВШЭ. Москва, Россия.
Савицкая Алиса — куратор студии «Тихая», Нижний Новгород; приглашенный куратор Музея Москвы. Нижний Новгород / Москва, Россия.
Шипиловских Илья — куратор, руководитель арт-галереи Ельцин Центра. Екатеринбург, Россия.
Экспертный совет: Номинация «Научная работа. История и теория современного искусства»
Молок Николай — кандидат искусствоведения, главный редактор журнала «Искусствознание». Москва, Россия.
Розенфельд Алла — доктор искусствоведения, научный консультант по русскому и восточно-европейскому искусству, Merrill C. Berman Collection. Коллекция Авангарда XX века. Нью-Йорк, США.
Лазарева Екатерина -кандидат искусствоведения, художник, исследователь русского и зарубежного искусства ХХ—XXI веков, куратор Музея современного искусства «Гараж», старший научный сотрудник Государственного института искусствознания, доцент РгГУ. Москва, Россия.
Хлобыстин Андрей — художник, искусствовед, ученый секретарь «Новой Академии изящных искусств», куратор Музея современных искусств им. С. П. Дягилева СПбГУ, автор многочисленных работ по истории искусства. Санкт-Петербург, Россия.
Дудаков-Кашуро Константин — кандидат культурологии, специалист по истории современного искусства, звуко-археолог, куратор, доцент МГУ им. М. В. Ломоносова и РГГУ, научный сотрудник Сектора истории искусства Нового и Новейшего времени Государственного института искусствознания. Москва, Россия.
Марков Александр — философ, историк культуры, профессор кафедры кино и современного искусства РГГУ. Москва, Россия.
Победитель в номинации «Проект года»: Кузькин Андрей
Финалисты: Морозов Александр, Павел Отдельнов.
Участники лонг-листа: Махачева Таус, МишМаш, Корина Ирина, Алимпиев Виктор, Гинзбург Ян, Канис Полина, ::vtol::, Панькин Алексей, ПРОВМЫЗА, Роман Сакин, Сафронова Мария, Ткаченко Данила, Филатов Артём и Корси Алексей
Победитель в номинации «Молодой художник. Проект года»: Мохрякова Альбина Архивная копия от 17 января 2022 на Wayback Machine
Финалисты: Муромцева Екатерина, Чернышев Владимир.
Участники лонг-листа: Алиса Горшенина (Alice Hualice), Горшков Иван, Петрокович Иван, Подкорытова Ульяна, Ротаенко Анна, Ткаченко Данила, Федоричев Егор, Чернышев Владимир / 1
Победитель в номинации «Научная работа. История и теория современного искусства»: Осминкин Роман Архивная копия от 18 января 2022 на Wayback Machine
Финалисты: Насонов Аркадий, Стародубцева Зинаида, ГТГ Коллектив авторов, Кикодзе Евгения и Гутова Надежда, Йонсон Лена и Ерофеев Андрей, Михаилович Александар